# 花輪莞爾
花輪 莞爾（はなわ かんじ、1936年1月6日 - 2020年5月31日）は、日本のフランス文学者、作家、児童文学者、翻訳家。國學院大學名誉教授。フランス世紀末文学、特にアルチュール・ランボーを研究。

## 略歴
東京生まれ。1960年東京大学仏文科卒。65年同大学院博士課程中退。71年「渋面の祭」「触れられた闇」で二度芥川賞候補、小説集『ガラスの夏』を刊行。明治学院大学助教授、國學院大學文学部教授。2007年定年、名誉教授。レッド・サークル(Red Circle)のメンバー。

## 著書
- 『ガラスの夏』角川書店、1972
- 『埋もれた時』河出書房新社、1975.
- 『リキのずっこけじてんしゃ　偕成社、1975.
- 『さきんをみつけたリキ』偕成社、1976
- 『悪夢「名画」劇場』行人社、1982
- 『坂本竜馬とその時代』新人物往来社、1987
- 『猫鏡』平凡社、1990
- 『悪夢小劇場』1992、新潮文庫
- 『海が呑む 悪夢小劇場2』1992、新潮文庫
- 『猫学入門』小沢書店、1997
- 『悪夢五十一夜』小沢書店、1998
- 『石原莞爾独走す 昭和維新とは何だったのか』新潮社、2000
- 『猫はほんとうに化けるのか 小悪魔たちの謎・不思議』徳間書店、2002
- 『海が呑む 3.11東日本大震災までの日本の津波の記憶』山浦玄嗣寄稿 晶文社、2011
- 『悪夢十六夜:残夢整理』学研マーケティング、2013
- 『Backlight(原題:逆光線)』レッド・サークル(Red Circle)、2018
- 『The Chronicles of Lord Asunaro(原題:あすなろ公奮闘記)』レッド・サークル(Red Circle)、2020

## 翻訳
- ヴェルヌ『海底二万海里』角川文庫、1968.
- 『シモーヌ・ヴェーユ著作集 第2.ある文明の苦悶 後期評論集』春秋社、1968.
- テルマ・ボルクマン『あるきだした小さな木』偕成社、1969
- サルトル『否認の思想 ’68年5月のフランスと8月のチェコ』人文書院、1969.
- 『フランツ・ファノン著作集 第2.革命の社会学-アルジェリア革命第5年』宮ケ谷徳三、海老坂武共訳　みすず書房、1969
- フランソワ・ボワイエ『禁じられた遊び』1970.角川文庫
- ポール・ニザン『陰謀』1971.角川文庫
- ジャン・コー『ぼくの村』晶文社,1971.
- ポール・ニザン『アントワーヌ・ブロワイエ』1972.角川文庫
- ポール・ニザン『アデン・アラビア』1973.角川文庫
- ドナルド・ソボル『少年たんていブラウン』全10巻　偕成社、1973-78　のち文庫
- フランソワ・ボワイェ『ちびっこブーニャ』1974.角川文庫
- ポール=ベルナ『首なし馬』1977.偕成社文庫
- 『長ぐつをはいたねこ ペロー童話集』1978.偕成社文庫
- エクトル・マロ『ペリーヌ物語』子どものための世界名作文学.集英社、1979

## 参考
- 芥川賞のすべて：
- Profile: Kanji Hanawa, Red Circle(英語)